# 文庙街道 (吉林市)
文庙街道，是中华人民共和国吉林省吉林市昌邑区下辖的一个街道办事处。

## 行政区划
文庙街道下辖以下地区：
天胜社区、延庆社区和上海路社区。